# エーディト・フランク

エーディト・フランク（1939年）

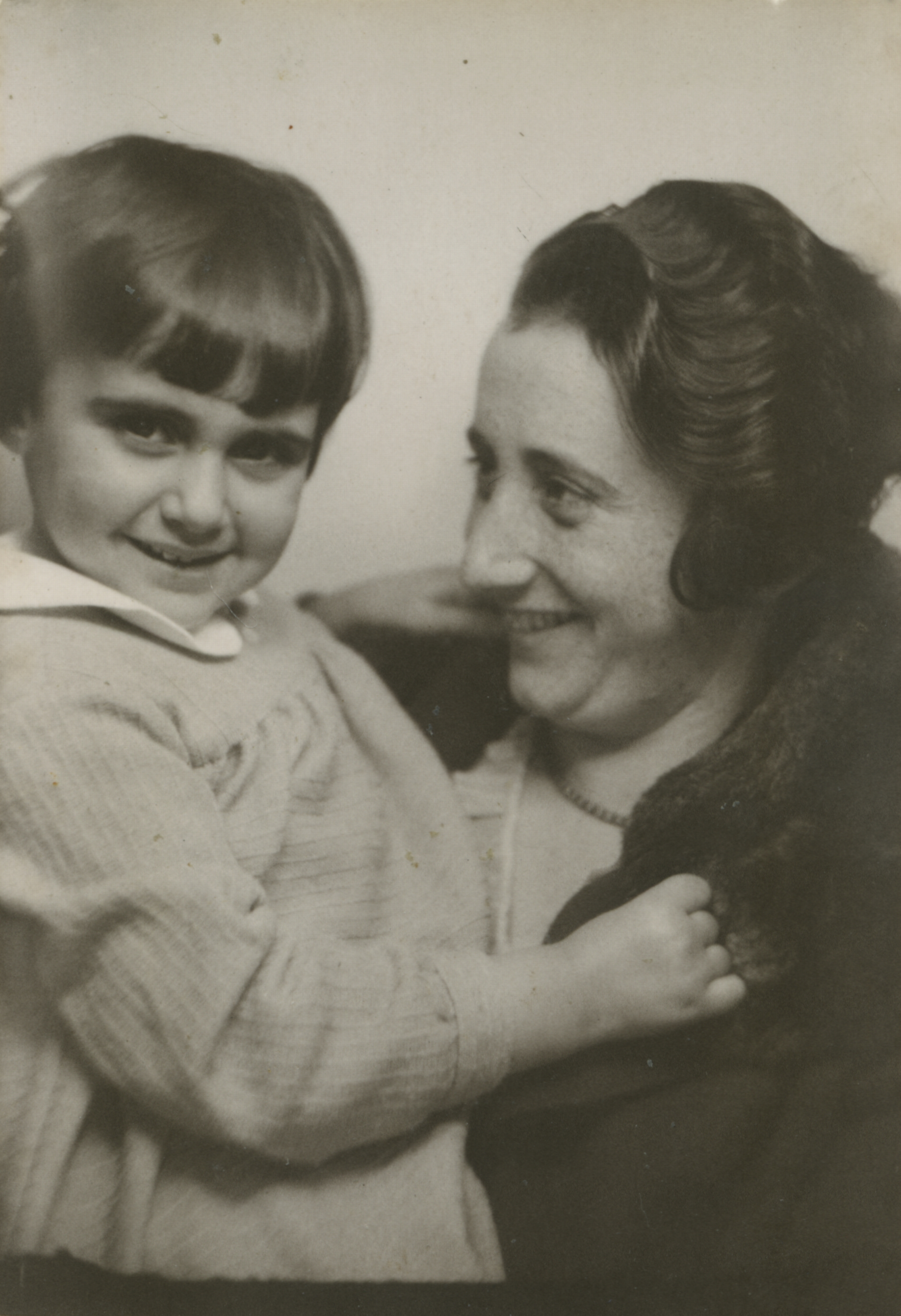
エーディトとマルゴット（1929年）

エーディト・フランク（Edith Frank、1900年1月16日‐1945年1月6日）は、「アンネの日記」の著者アンネ・フランクとその姉マルゴット・フランクの母親であるユダヤ系ドイツ人の女性。オットー・フランクの妻。旧姓はホーレンダー（Holländer）。

## 経歴
ユダヤ系ドイツ人豪商アブラハム・ホーレンダーと同じくユダヤ系ドイツ人のローザ・ホーレンダー（旧姓シュテルン）夫妻の次女としてドイツ帝国の都市アーヘンに生まれる。アブラハムは父から受け継いだクズ鉄の取引事業を発展させて、金属製品卸業者として成功を収めた人物でアーヘンのユダヤ人社会でも高い地位を占めていた。兄にユリウス、ヴァルター、姉にベッティーナ（1914年に虫垂炎で死去）がいる。
1906年からプロテスタント系の私立女学校「アーヘン・ヴィクトリア学校」へ通った。英語、フランス語、ヘブライ語などを学んだ。1916年に卒業した。
1925年5月12日に同じく裕福なユダヤ系ドイツ人家庭に育った銀行家オットー・フランクとシナゴーグで結婚する。ハネムーンはイタリア旅行であった。フランクフルト・アム・マインで暮らし、1926年に長女マルゴット、1929年には次女アンネを儲けた。
1933年1月30日に反ユダヤ主義政党国家社会主義ドイツ労働者党(ナチ党)の党首アドルフ・ヒトラーがパウル・フォン・ヒンデンブルク大統領よりドイツ首相に任命された。危機感を抱いたフランク一家はドイツを去り、オランダ・アムステルダム市に移住した。エーディトにとってアムステルダムは外国の地ながら実家のあるアーヘンとそれほど距離が遠くない利点があった。オットー、アンネ、マルゴーはオランダ語をすぐに習得したが、エーディトはやや時間がかかったという。また彼女はいずれはドイツへ戻ることを希望していたこともあり、ドイツの親せきとの連絡を絶やさなかった。
1938年11月の「水晶の夜」事件後にユダヤ人が大量逮捕された際、アーヘンの実家の家業を亡父から受け継いでいた兄ユリウスとヴァルターもゲシュタポに逮捕された。兄ユリウスは一次大戦で従軍経験があったため、すぐに釈放されたが、弟ヴァルターは従軍経験がなくザクセンハウゼン強制収容所へ収容された。しかしヴァルターも12月には釈放された。ホーレンダー家の会社は1938年11月12日に制定された「ドイツ経済からユダヤ人を排除するための第一命令」によって11月末までに営業停止させられた。兄ユリウス、ヴァルター、母ローザはオランダへ逃れた。ユリウスとヴァルターは更にアメリカへと移住した。母ローザは高齢であったため、アメリカまでの長い船旅は無理と判断し、娘エーディトのフランク一家に身を寄せ、その後1942年1月29日に死去した。
1940年5月10日にドイツ国防軍がオランダへ侵攻し、14日にはオランダ軍は降伏した。ドイツ国家弁務官アルトゥル・ザイス＝インクヴァルトの統治の下にオランダでもユダヤ人迫害が強まり、1942年7月6日にはフランク一家はオットーの会社のあったアムステルダム市プリンセン通り263番の隠れ家に入ることとなった。後日、ファン・ペルス一家（ヘルマン・ファン・ペルス、アウグステ・ファン・ペルス、ペーター・ファン・ペルス）や歯科医のフリッツ・プフェファーもこの隠れ家に合流した。
自己主張の強いアンネとエーディトは隠れ家でしばしば衝突した。他方、控えめなマルゴーとエーディトは滅多に衝突しなかった。アンネは『アンネの日記』の中で、エーディトをかなり激しく批判している。後にアンネは客観性を持った記述を多くするようになり、娘に拒絶されて苦しんでいる母の心情を理解するような記述をするようにはなった。しかし隠れ家ではアンネとエーディトが完全に理解しあえるようになるまでには至らなかったようである。
1944年8月4日、通報を受けて出動したSD隊員カール・ヨーゼフ・ジルバーバウアー親衛隊曹長と彼が率いるオランダ警察官数名が隠れ家にいるユダヤ人8人を拘束した（8人のなかで最初に拘束されたのがエーディトだった）。フランク一家は、ヴェステルボルク通過収容所を経て、アウシュヴィッツ＝ビルケナウ強制収容所へ移送された。エーディトは、オットーと切り離され、アンネ、マルゴーとともに女子ブロックに収容された。かつての母娘との不仲などほとんど感じさせないほど三人は一緒に固まって暮らした。わずかな食糧での過酷な強制労働、シラミによる病気に悩まされる環境の中、エーディトは娘たちを守ろうと必死になった。自分に支給されたパンを娘たちに分け与えた。
エーディトは娘たちがベルゲン・ベルゼン強制収容所に移された後もアウシュヴィッツに残された。娘たちと切り離された後、衰弱が激しくなり、1945年1月6日に餓死した。
娘のアンネとマルゴットも二月ほど後、ベルゲン・ベルゼンにおいて死亡している。それ以外の隠れ家メンバーもナチ強制収容所で死亡しており、オットー・フランクただ一人が生き残り、戦後を迎えることができた。ナチズムに家族をすべて奪われたオットー・フランクは娘の日記を出版することに生涯をささげた。
アメリカに亡命していたエーディトの2人の兄たちは、スイスに住んでいたオットーの母親を介して妹一家と連絡をとっていた。兄たちは、政府機関へのロビー活動で妹一家のヨーロッパからの脱出を助けようとしていた。オットーはナチス占領下でのオランダでの窮状を訴え、1942年の春に地下生活をする準備をしていることをほのめかした。戦後、妹の死を知った兄たちはオットーに姪たちと共に援助することを申し出たが、その後に姪たちの死を知った。そのショックから終生立ち直れず、長兄ユリウスはうつ病に苦しんだという。ユリウスは1967年10月4日に、次兄ヴァルターは1968年9月19日にニューヨークで死去した。ともに生涯独身であった。兄たちはイスラエルの国家への遺産寄付を遺言しており、遺産はイスラエルのユダヤ人難民組織とアンネ・フランク基金の資金となった。